# Gouvernement Sturgeon II
Gouvernement écossais
Sturgeon I Sturgeon III
Le gouvernement Sturgeon II (en anglais : Second Sturgeon Government) est le gouvernement dévolu de l'Écosse entre le 18 mai 2016 et le 19 mai 2021, sous la Ve législature du Parlement écossais.

## Investiture
Nicola Sturgeon est réélue Première ministre le 17 mai 2016 face à Willie Rennie. Tous les partis en dehors du SNP et des Libéraux-démocrates s'abstiennent.
|            | Nicola Sturgeon | SNP                 | 63 |  |  |  |  |  |
|            | Willie Rennie   | Libéraux-démocrates | 5  |  |  |  |  |  |
|            |                 |                     |    |  |  |  |  |  |
| Abstention | Abstention      | Abstention          | 59 |  |  |  |  |  |

## Composition

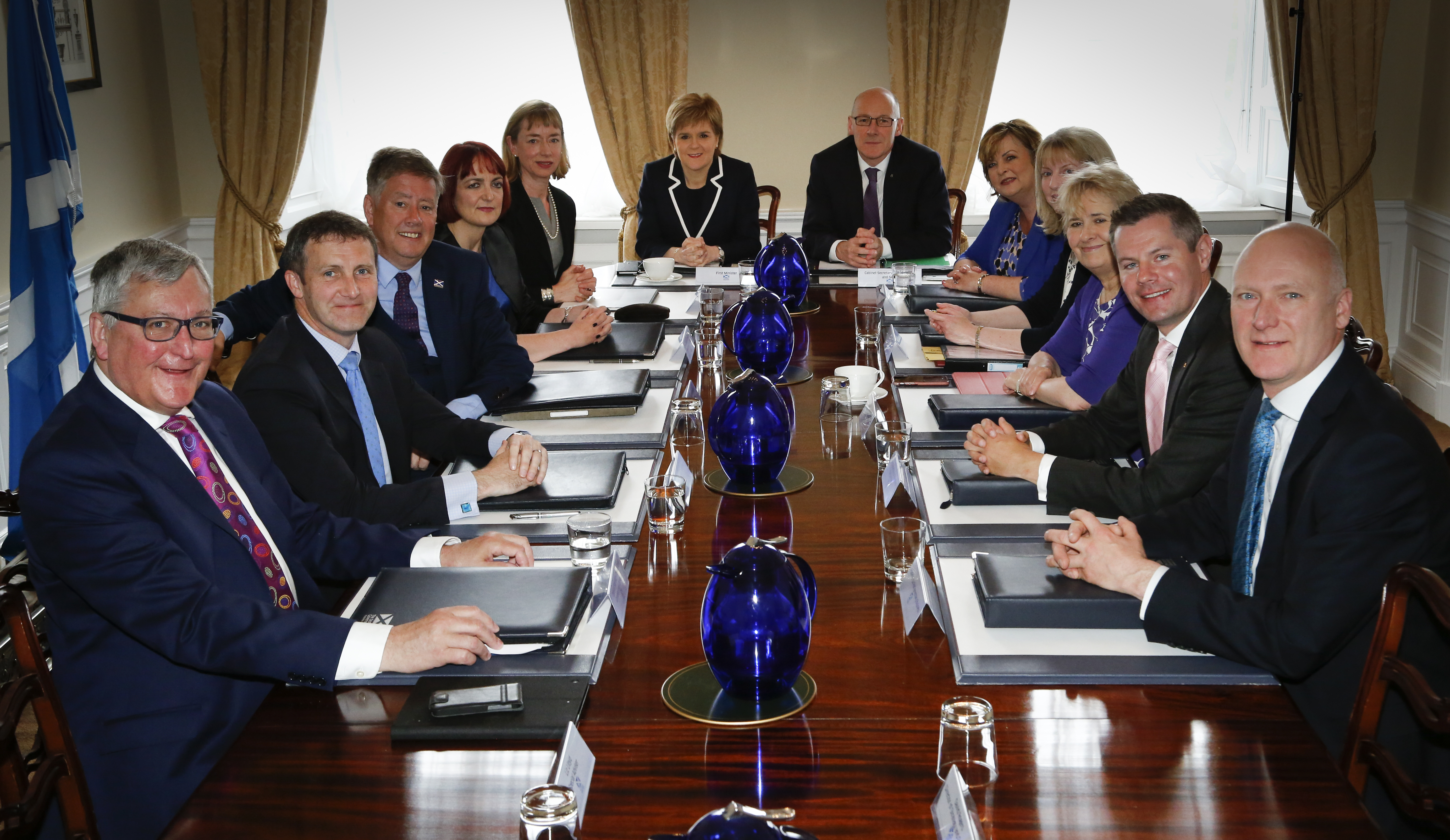
Photo du cabinet initial réuni en réunion en 2016.

### Initiale (18 mai 2016)
- Les nouveaux ministres sont indiqués en gras, ceux ayant changé d'attributions en italique.

| Portefeuille                                                                                       | Titulaire | Titulaire           | Parti |
| -------------------------------------------------------------------------------------------------- | --------- | ------------------- | ----- |
| Première ministre                                                                                  |           | Nicola Sturgeon     | SNP   |
| Vice-Premier ministre Secrétaire du Cabinet pour l'Éducation et les Compétences                    |           | John Swinney        | SNP   |
| Secrétaire du Cabinet chargé des Finances et de la Constitution                                    |           | Derek Mackay        | SNP   |
| Secrétaire du Cabinet chargé de la Santé et des Sports                                             |           | Shona Robison       | SNP   |
| Secrétaire du Cabinet chargé de l'Environnement, du Changement climatique et de la Réforme agraire |           | Roseanna Cunningham | SNP   |
| Secrétaire du Cabinet chargé de la Culture, du Tourisme et des Affaires extérieures                |           | Fiona Hyslop        | SNP   |
| Secrétaire du Cabinet chargé des Communautés, de la Sécurité sociale et de l'Égalité               |           | Angela Constance    | SNP   |
| Secrétaire du Cabinet à la Justice                                                                 |           | Michael Matheson    | SNP   |
| Secrétaire du Cabinet chargé de l'Économie, de l'Emploi et du Travail équitable                    |           | Keith Brown         | SNP   |
| Secrétaire du Cabinet à l'Économie rurale et à la Connectivité                                     |           | Fergus Ewing        | SNP   |
| Assistent aussi aux réunions du Cabinet                                                            |           |                     |       |
| Lord Advocate                                                                                      |           | James Wolffe        | Ind.  |
| Solliciteur général pour l'Écosse                                                                  |           | Alison Di Rollo     | Ind.  |

### Remaniement du 26 juin 2018

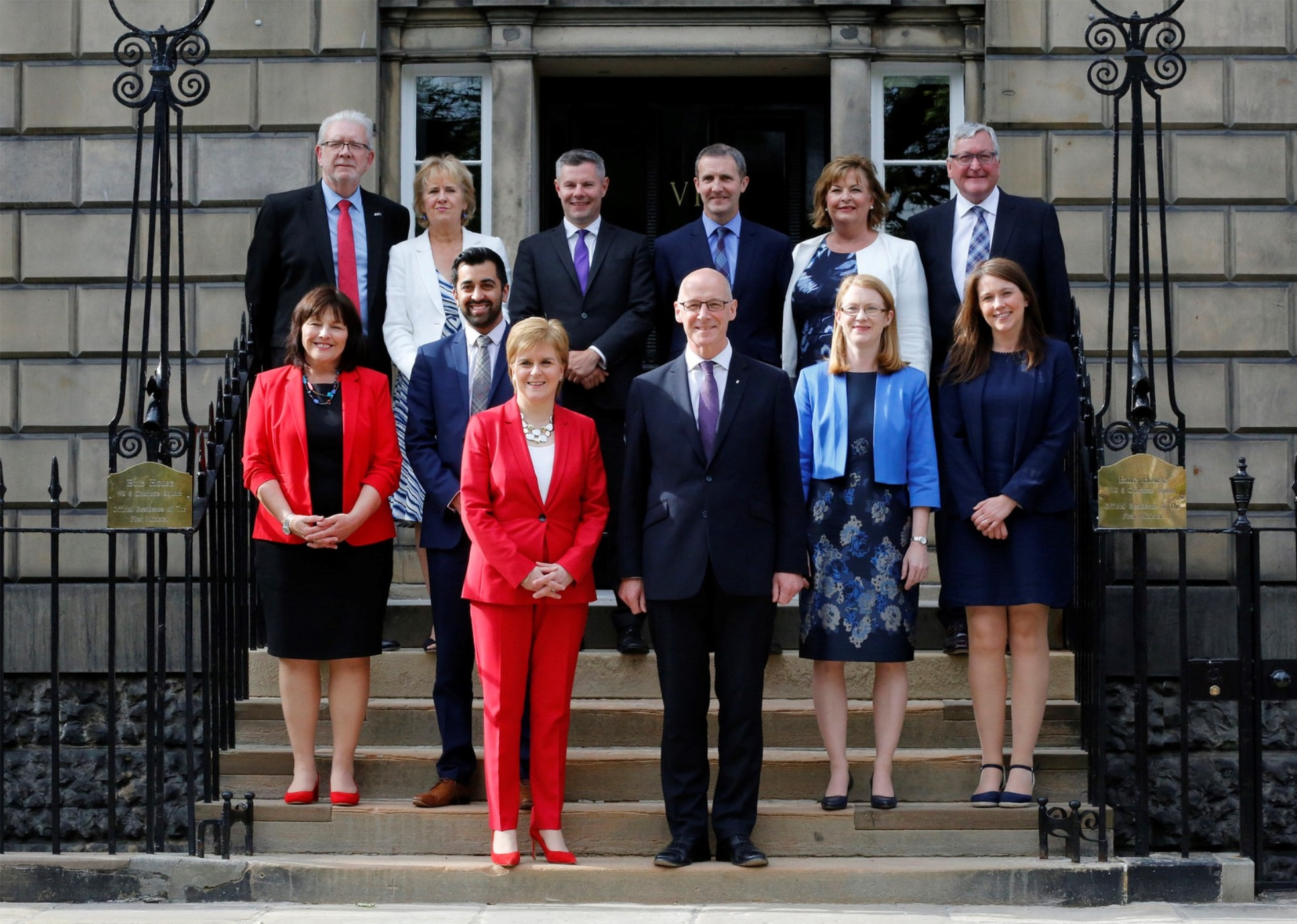
Le Cabinet Sturgeon après le remaniement de 2018.

- Les nouveaux ministres sont indiqués en gras, ceux ayant changé d'attributions en italique.

| Portefeuille                                                                                       | Titulaire | Titulaire                                      | Parti |
| -------------------------------------------------------------------------------------------------- | --------- | ---------------------------------------------- | ----- |
| Première ministre                                                                                  |           | Nicola Sturgeon                                | SNP   |
| Vice-Premier ministre Secrétaire du Cabinet pour l'Éducation et les Compétences                    |           | John Swinney                                   | SNP   |
| Secrétaire du Cabinet chargé des Finances, de l'Économie et du Travail équitable                   |           | Derek Mackay (jusqu'au 06/02/2020) Kate Forbes | SNP   |
| Secrétaire du Cabinet chargé de la Santé et des Sports                                             |           | Jeane Freeman                                  | SNP   |
| Secrétaire du Cabinet chargé de la Sécurité sociale et des Personnes âgées                         |           | Shirley-Anne Somerville                        | SNP   |
| Secrétaire du Cabinet chargé de l'Environnement, du Changement climatique et de la Réforme agraire |           | Roseanna Cunningham                            | SNP   |
| Secrétaire du Cabinet chargé de la Culture, du Tourisme et des Affaires extérieures                |           | Fiona Hyslop                                   | SNP   |
| Secrétaire du Cabinet chargé des Communautés et du Gouvernement local                              |           | Aileen Campbell                                | SNP   |
| Secrétaire du Cabinet à la Justice                                                                 |           | Humza Yousaf                                   | SNP   |
| Secrétaire du Cabinet à l'Économie rurale                                                          |           | Fergus Ewing                                   | SNP   |
| Secrétaire du Cabinet chargé des Transports, des Infrastructures et de la Connectivité             |           | Michael Matheson                               | SNP   |
| Secrétaire du Cabinet chargé des Affaires gouvernementales et des Relations constitutionnelles     |           | Michael Russell                                | SNP   |
| Assistent aussi aux réunions du Cabinet                                                            |           |                                                |       |
| Lord Advocate                                                                                      |           | James Wolffe                                   | Ind.  |
| Solliciteur général pour l'Écosse                                                                  |           | Alison Di Rollo                                | Ind.  |